# Rukojnie (gmina w województwie wileńskim)
Rukojnie – dawna gmina wiejska istniejąca do 1927 roku na obszarze Ziemi Wileńskiej/woj. wileńskiego (obecnie na Litwie). Siedzibą władz gminy były Rukojnie (Rukainiai).
Początkowo gmina należała do powiatu wileńskiego w guberni wileńskiej. 7 czerwca 1919 weszła w skład utworzonego pod Zarządem Cywilnym Ziem Wschodnich okręgu wileńskiego, przejętego 9 września 1920 przez Tymczasowy Zarząd Terenów Przyfrontowych i Etapowych. W związku z powstaniem Litwy Środkowej 9 października 1920 gmina wraz z główną częścią powiatu wileńskiego znalazła się w jej strukturach. 13 kwietnia 1922 roku gmina weszła w skład objętej władzą polską Ziemi Wileńskiej (powiat wileński połączono z powiatem trockim w nowy powiat wileńsko-trocki), przekształconej 20 stycznia 1926 roku w województwo wileńskie.
1 kwietnia 1927 roku gmina została zniesiona, a jej obszar włączony do gmin Rudomino, Mickuny i Szumsk.